# Caigual
Caigual ist ein Ort in Trinidad und Tobago. Er liegt in der Region Sangre Grande im Osten des Landes.

## Lage
Caigual liegt im dichtbewaldeten Südteil Sangre Grandes, dem ehemaligen Manzanilla Ward. Damit liegt es am östlichen Rand der die halbe Insel Trinidad von Westen nach Osten durchziehenden Tiefebene Caroni Plain. Die Regionshauptstadt Sangre Grande liegt etwa 8 km nordwestlich, die Ostküste der Insel etwa 5 km östlich. Südlich des Ortes liegt der Nariva Swamp, das größte Feuchtgebiet des Landes. Politisch gehört Caigual zum Wahlbezirk Cumuto/Manzanilla.

## Geschichte
Die Benennung des Gebietes, dessen Namen der Ort heute trägt, erfolgte zwischen 1774 und 1779 durch Agustín Crame, einen spanischen Militäringenieur im Range eines Brigadiers, der im Auftrag der spanischen Krone Teile des noch unerforschten Binnenlandes der damals spanischen Insel Trinidad kartographierte.
Die Besiedelung des heutigen Stadtgebiets erfolgte aus europäischer Sicht Ende des 19. Jahrhunderts, als dort von der britischen Krone mehreren Siedlern Land zugewiesen wurde, darunter eine Parzelle von etwa 20 Hektar für eine gewisse Elizabeth Roberts, eine aus Arouca kommende, freie Schwarze, deren Sohn 1894 einen Teil des Gebiets rodete und nach und nach eine Kakaoplantage sowie einige Felder für die Selbstversorgung einrichtete. Durch den Zuzug weiterer Siedler, teilweise aus der Familie Roberts’, nahm die Gegend nach und nach den Charakter einer Siedlung an. 1910 gründete der chinesischstämmige fahrende Händler Achoon das erste Geschäft des Ortes. 1916 errichteten die Dörfler auf eigene Initiative eine Schule, die vom katholischen Schulgremium der Insel als Caigual R.C. School anerkannt und mit Lehrpersonal bestückt wurde; der erste Jahrgang hatte 40 Schüler. In den 1920er- und 1930er-Jahren war Caigual vor Sangre Grande der bevölkerungsreichste Ort des Manzanilla Ward; Haupteinnahmequelle war der Kakaoanbau.
In den 1940er-Jahren erfolgte ein jäher Niedergang. Mit der von den britischen Kolonialherren im Rahmen des Zerstörer-für-Stützpunkte-Abkommens gestatteten Ankunft der US-amerikanischen Armee auf der Insel 1941 war die Arbeit auf deren Armeebasen wesentlich attraktiver als die auf den Kakaoplantagen, und der Anschluss Sangre Grandes an das trinidadische Stromnetz 1947 machte Caigual als Wohnort noch unattraktiver. Durch die abgelegene Lage konnte der Ort auch nicht vom Ölboom Trinidads profitieren. Durch den Mangel an erreichbaren Arbeitsplätzen und Entertainmentmöglichkeiten zogen jüngere Bewohner nach und nach weg. 2008 wurde die Caigual R.C. School nach fast 100 Jahren beim Stand von nur noch zwölf Schülern geschlossen. Heute hat der Ort nur noch etwa 600 Einwohner, und die meisten Gebäude sind dem Verfall anheimgefallen.

## Wirtschaft und Verkehr
Caigual ist über die Caigual Road an die Eastern Main Road angeschlossen, die in nordwestlicher Richtung via Sangre Grande eine Anbindung an den East-West Corridor ermöglicht und in südöstlicher Richtung als eine von nur zwei Überlandstraßen den Südosten Trinidads erschließt. Die Caigual Road ist aber in schlechtem Zustand, so dass Caigual nicht an das öffentliche Verkehrsnetz Trinidads angebunden ist. Der Ort ist außerdem nicht an das trinidadische Telefonfestnetz angeschlossen.

## Persönlichkeiten
- Rupert Tang Choon (1914–1985, Cricket-Nationalspieler)